# سيباستيان رامهورن
سيباستيان رامهورن (بالسويدية: Sebastian Ramhorn)‏ (3 مايو 1996 بالسويد - ) هو لاعب كرة قدم سويدي في مركز الدفاع. شارك مع منتخب السويد تحت 17 سنة لكرة القدم ومنتخب السويد تحت 19 سنة لكرة القدم. أما مع النوادي، فقد لعب مع أتفدابيرجس ونادي كالمار.

## روابط خارجية
- سيباستيان رامهورن على موقع اتحاد السويد (السويدية)
- سيباستيان رامهورن على موقع قاعدة بيانات كرة القدم.إي يو (الإنجليزية)
- سيباستيان رامهورن على موقع Soccerway.com (الإنجليزية)